# Uroczyska Płyty Krotoszyńskiej
Uroczyska Płyty Krotoszyńskiej este o arie protejată (sit de importanță comunitară — SCI) din Polonia întinsă pe o suprafață de 34.225,2 ha, integral pe uscat.

## Localizare
Centrul sitului Uroczyska Płyty Krotoszyńskiej este situat la coordonatele 51°42′53″N 17°38′14″E / 51.7146°N 17.6373°E.

## Înființare
Situl Uroczyska Płyty Krotoszyńskiej a fost declarat sit de importanță comunitară în aprilie 2004 pentru a proteja 4 specii de animale.

## Biodiversitate
Situată în ecoregiunea continentală, aria protejată conține 12 habitate naturale: Pajiști calcaroase din nisipuri xerice, Pajiști cu Molinia pe soluri calcaroase, turboase sau argilos-nămoloase (Molinion caeruleae), Liziere de ierburi înalte hidrofile de câmpie și de nivel montan până la alpin, Fânețe de joasă altitudine (Alopecurus pratensis, Sanguisorba officinalis), Mlaștini turboase de tranziție și turbării mișcătoare, Mlaștini alcaline, Păduri de fag Luzulo-Fagetum, Păduri de stejar și carpen Galio-Carpinetum, Păduri acidofile de stejar bătrân cu Quercus robur pe câmpii nisipoase, Mlaștini împădurite, Păduri aluvionare cu Alnus glutinosa și Fraxinus excelsior (Alno-Padion, Alnion incanae, Salicion albae), Păduri mixte riverane de Quercus robur, Ulmus laevis și Ulmus minor, Fraxinus excelsior sau Fraxinus angustifolia, de-a lungul marilor râuri (Ulmenion minoris).
La baza desemnării sitului se află mai multe specii protejate:
- amfibieni (2): buhai de baltă cu burta roșie (Bombina bombina), triton cu creastă (Triturus cristatus)
- mamifere (1): liliac cârn (Barbastella barbastellus)
- pești (1): țipar (Misgurnus fossilis)